# Линд-Петтерсен, Кармен
Кармен Линд Петтерсен (исп. Carmen Dorotea Gehrke de María y Campos; 1900—1991) — гватемальская художница, получившая известность как автор пейзажей Гватемалы и картин с изображениями национальных гватемальских костюмов, а также своим справочником одежды и текстиля высокогорной Гватемалы. В 1976 году она была награждена орденом Кетцаля за вклад в сохранение культурного наследия страны. Некоторые её картины находятся в коллекции Икшельского музея текстиля и одежды.

## Биография

### Ранние годы
Кармен Доротея Герке де Мария Кампос родилась 6 марта 1900 года в Саграрио, приходе города Гватемала, там же приняла крещение. Мать Кармен, Мария Магдалена Соледад Изабель де Мария Кампос Хоффманн была родом из мексиканского штата Веракрус, а отец Артур Генри Теодор Герке, известный как Артуро Энрике Теодоро Герке, был британским агентом импортно-экспортной компании Rosing Brothers and Company. Пара иммигрировала в Гватемалу и поселилась с двумя детьми, Энельдой Франциской и Артуром Ричардом, в Джокотенанго, пригороде Гватемалы. В 1903 году в семье появились Кармен и второй сын Конрад. В 1904 году Артур по работе был вынужден переехать с семьёй в Лондон.
В 1909 году Кармен поступила в гимназию для девочек Танбридж-Уэллс, школу-интернат в английском городе Ройал-Танбридж-Уэллс, где начала изучать живопись и заинтересовалась природой, проводя время в садах Кью. В 1917 году она начала поступила в Королевский политехнический институт в Лондоне. Ближе к концу Первой мировой войны она встретила Лейфа Линда Петтерсена, который приехал из Гватемалы со своим дядей Уолтером Линдом, также работавшим в Гватемале на компанию Rosing Brothers и владевшему кофейной плантацией. После землетрясений в Гватемале 1917 и 1918 годов и последовавшего общего кризиса, в 1923 году Артура Герке попросили вернуться в Гватемалу. Он поехал с женой и двумя дочерьми и поселился на ферме Линда, поскольку Гватемала была непригодна для жилья. Кармен и Лейф возобновили отношения, которые быстро переросли в роман. В 1925 году пара поженилась в Реталулеу. В этот период Лейф страдал от малярии, поэтому сразу после свадьбы Кармен отвезла его на лечение в Гватемалу.

### Карьера
После выздоровления Лейфа пара приобрела кофейную плантацию, известную как La Colonia, недалеко от Эль-Тумбадора. Они владели фермой до 1929 года, когда резкое падение цен на кофе из-за Великой депрессии вынудило их продать и купить хинную ферму, известную как Эль-Сапоте, в Эскуинтла, на склонах вулкана Фуэго. Это стало успешной покупкой, поскольку во время Второй мировой войны японцы захватили Индонезию, перекрыв поставки семян хинного дерева, использовавшегося для производства хинина. Возросший спрос на хинин и соглашение Лейфа с правительством США и фармацевтической компанией Merck вскоре сделали их ферму одной из крупнейших в регионе по производству хинина.
В 1930-х годах Кармен начала заниматься садоводством на ферме и рисовать окружающие пейзажи, сосредоточив внимание на разнообразии деревьев и флоры прибрежных предгорий Гватемалы, малоизученных к тому времени. Её картины запечатлели период превращения джунглей в сельские кофейные плантации, миграции сельского хозяйства и изменений окружающей среды. После изучения дизайна в садах Кью, в 1958 году совместно с Венансио Тубака Салазара она создала ботанический сад, который стал крупнейшим в регионе. Его территория включала в себя три лагуны, которые стали прибежищем для перелётных цапель, а также деревья, на которых гнездились попугаи и другие тропические птицы. Наблюдая за своей фермой, Кармен начала изучать костюмы сельскохозяйственных рабочих и прислуги, которые трудились на плантациях. Заметив, что со временем стили одежды меняются, она начала их рисовать и каталогизировать. Кроме этого подруга прислала Кармен коллекцию костюмов майя, которую она воспроизвела акварелью, при этом её рабочие и друзья позировали ей в качестве моделей. Вся работа заняла шесть лет, после этого Кармен стала известна своими акварелями национальных костюмов Гватемалы. В 1976 году Кармен опубликовала двуязычную книгу «Майя из Гватемалы: Жизнь и Одежды», которая является наиболее полным справочником по национальным костюмам высокогорной Гватемалы. В том же году она получила орден Кетцаля за свой вклад в сохранение культурного наследия страны.
В 1984 году Кармен начала терять зрение и стала преподавать в школе. В 1986 году в Национальной школе изобразительных искусств в Гватемале состоялась выставка её картин. Вскоре её работы были включены в официальные путеводители по Гватемале в качестве источника для изучения национальных костюмов.
Кармен Линд Петтерсен умерла в 1991 году. За свою жизнь она создала более шестидесяти картин, которые хранятся в постоянной коллекции Икшельского музея текстиля и одежды в Гватемале. После смерти Кармен созданный ею ботанический стал заповедником, открытым для посещения раз в месяц. В 2017 году в феврале в Икшельском музее прошла выставка её работ.